# Irlandzka wojna domowa
Irlandzka wojna domowa (irl. Cogadh Cathartha na hÉireann) – konflikt zbrojny w Irlandii w latach 1922–1923 między zwolennikami i przeciwnikami traktatu angielsko–irlandzkiego z 6 grudnia 1921, który powoływał do życia Wolne Państwo Irlandzkie, prekursora dzisiejszej Irlandii. Przeciwnicy traktatu krytykowali go za to, że zachowywał konstytucyjny związek między Irlandią a Wielką Brytanią oraz że zgodnie z nim sześć hrabstw północnoirlandzkich nie wchodziło w skład Wolnego Państwa. 
Irlandzka wojna domowa kosztowała więcej ofiar niż poprzedzająca ją irlandzka wojna o niepodległość. Liczba ofiar po stronie protraktatowej wynosiła 540–800, nie istnieją dokładniejsze dane dotyczące liczby ofiar Irlandzkiej Armii Republikańskiej (IRA), lecz przyjmuje się zakres 1000–3000, choć i te liczby mogą być znacznie wyższe. Nie ma również danych dotyczących ofiar wśród ludności cywilnej. Wynikiem wojny był również głęboki podział społeczeństwa irlandzkiego. 
Mimo braku społecznego poparcia przeciwnicy traktatu z Éamonem de Valerą na czele pozostali nieugięci. W kwietniu 1922 opanowali zbrojnie Four Courts (siedziba sądów) w centrum Dublina, ale rząd irlandzki nie interweniował. Tymczasem w Ulsterze zaczęły się antykatolickie rozruchy. Antytraktatowa część IRA ruszyła z pomocą ulsterskim katolikom. Rząd irlandzki, naciskany przez władze brytyjskie, zaatakował w czerwcu Four Courts. Po czterech dniach walk antytraktatowcy wycofali się, paląc budynek razem z jego bezcennymi archiwami. Po wycofaniu się z Dublina IRA rozpoczęła wojnę partyzancką przeciwko oddziałom rządowym, które powoli zdobywały przewagę, między innymi dzięki dostawom broni z Wielkiej Brytanii. W egzekucjach, które miały miejsce w trakcie działań wojennych, zginęło wielu irlandzkich patriotów – zasłużonych członków IRA. 
W maju 1923 IRA, na rozkaz de Valery, zaprzestała walki. 
Końca wojny nie dożyli najważniejsi spośród tych, którzy traktat podpisali: Arthur Griffith zmarł na atak serca, a Michael Collins (twórca IRA) został zastrzelony przez odłam IRA przeciwny traktatowi i proponowanemu w nim podziałowi Irlandii.

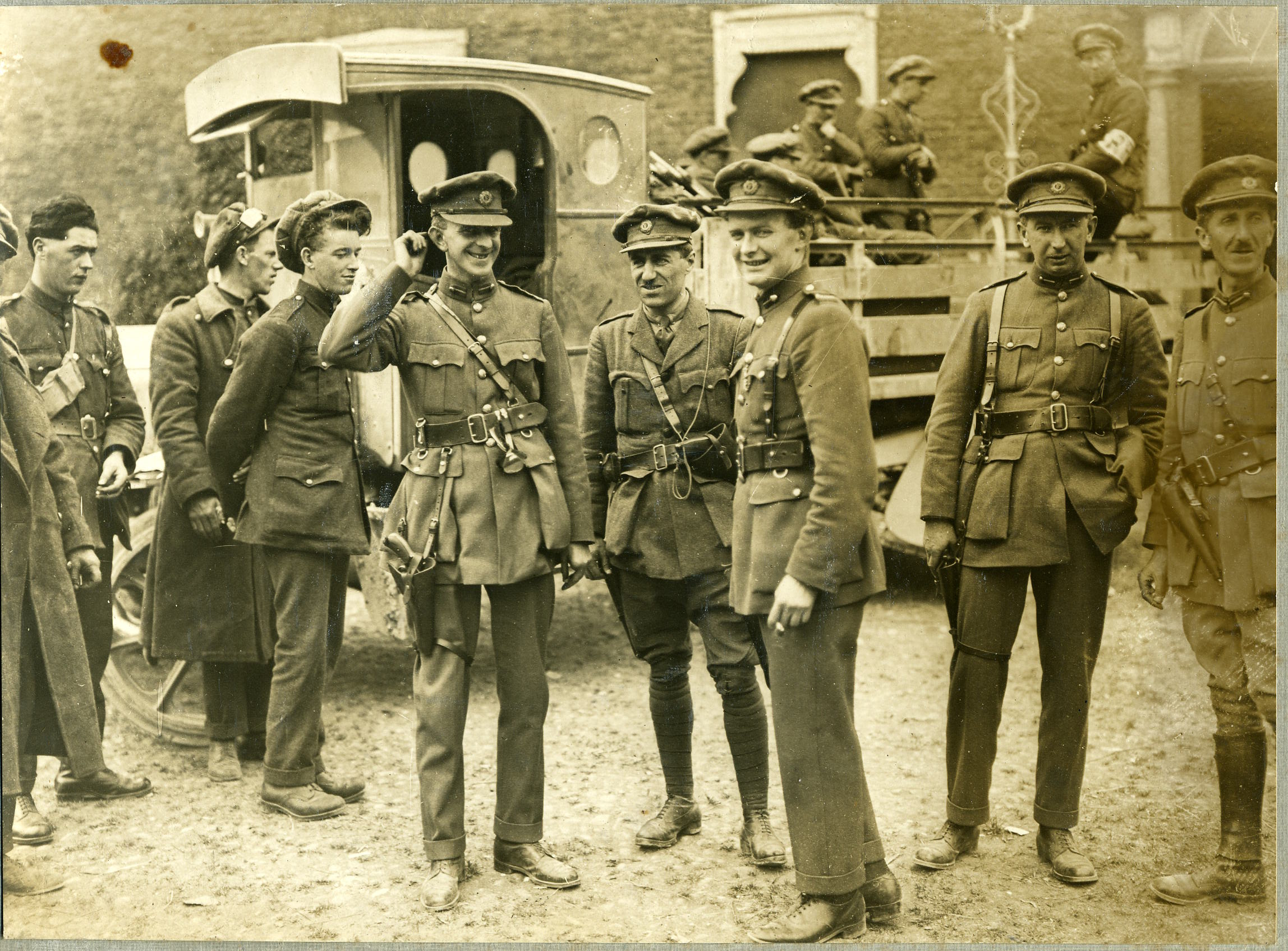
Żołnierze Armii Narodowej podczas wojny domowej
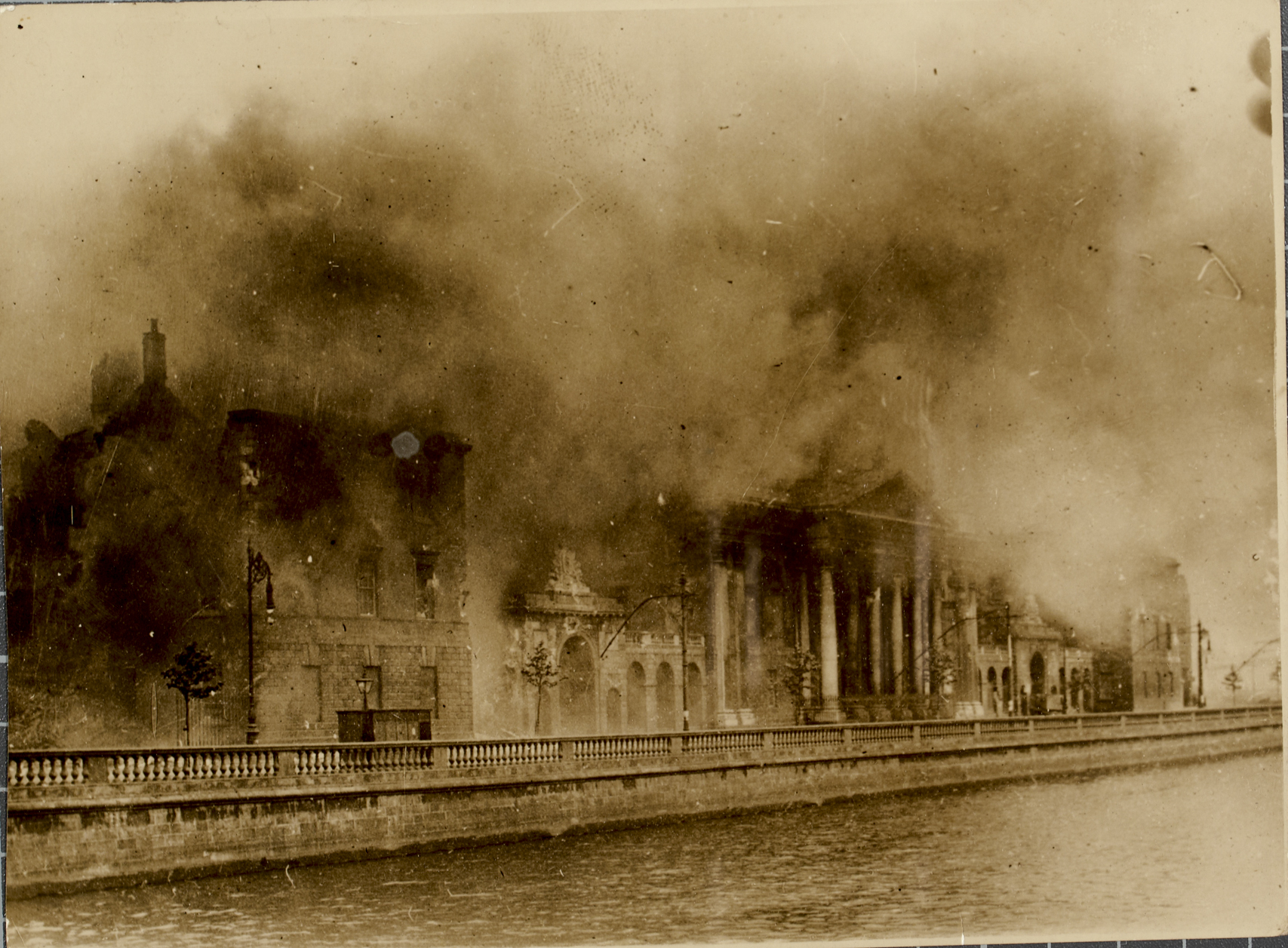
Płonący gmach Four Courts, po ostrzale artyleryjskim Armii Narodowej spłonęły w nim irlandzkie archiwa narodowe
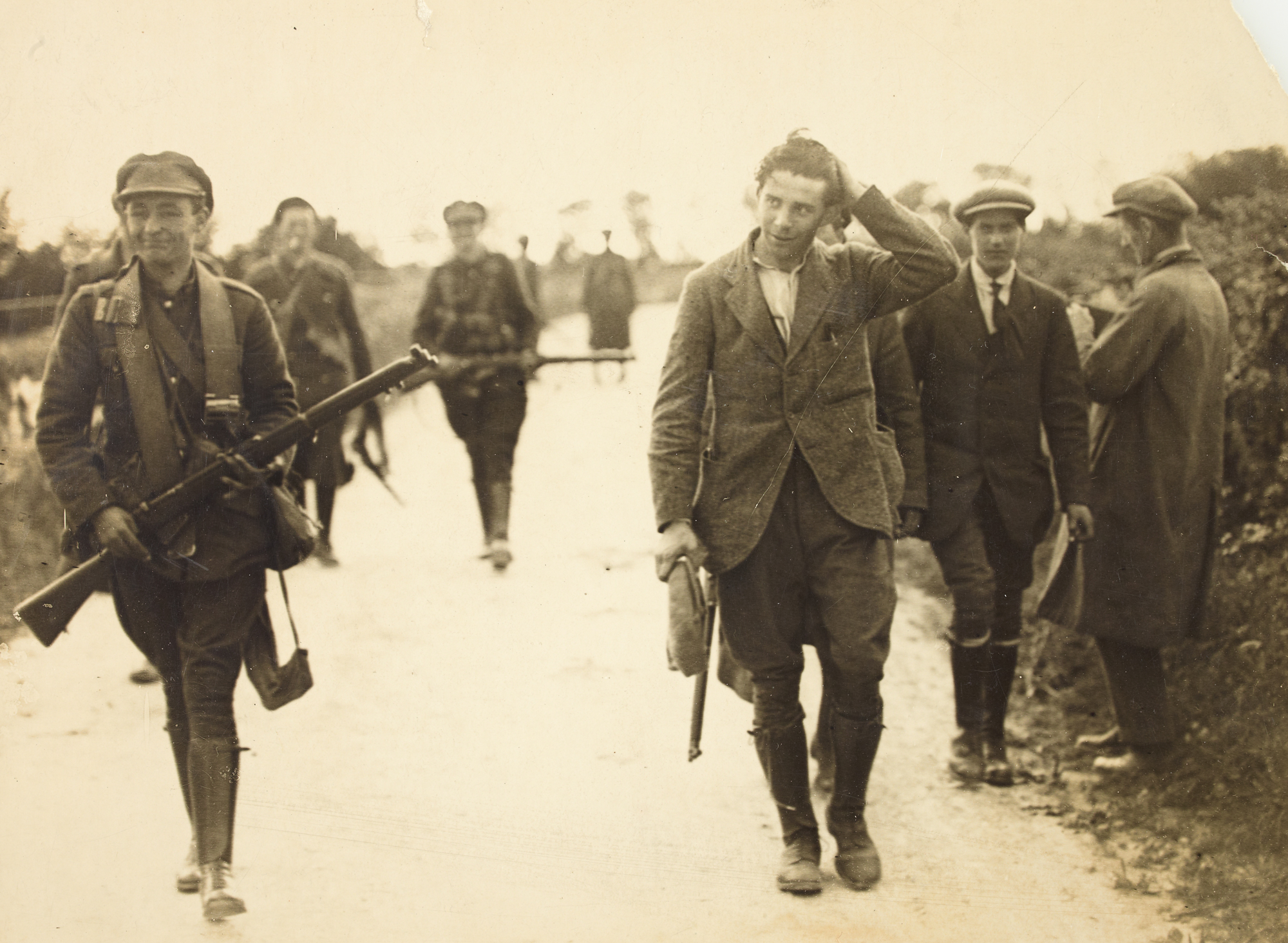
Jeniec prowadzony przez żołnierzy Armii Narodowej
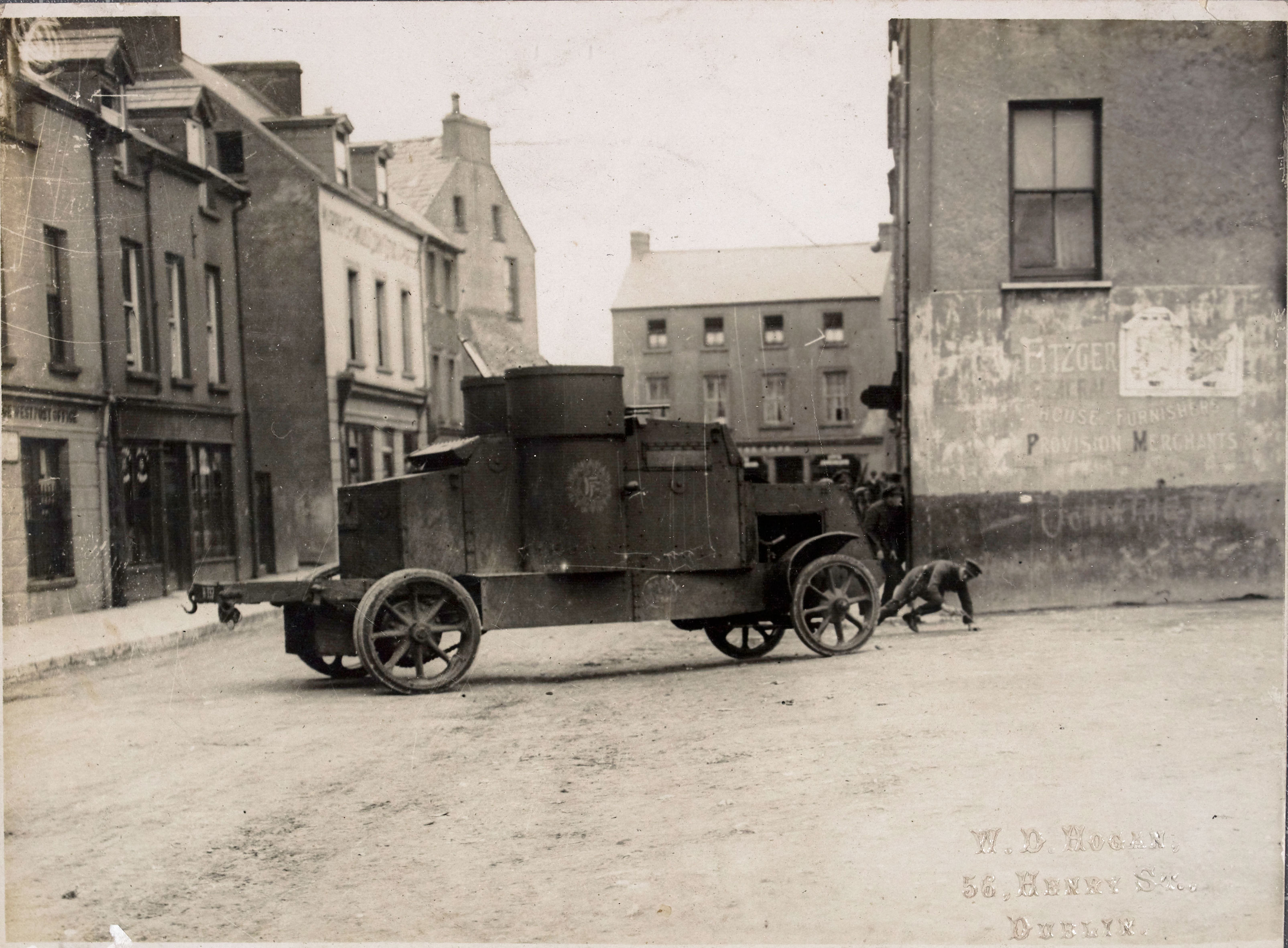
Samochód pancerny Armii Narodowej w Cork
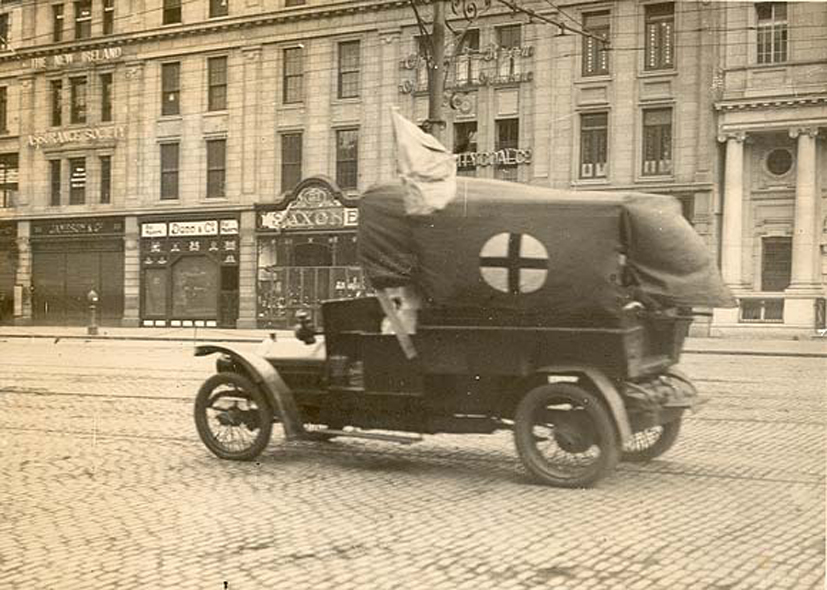
Ambulans Czerwonego Krzyża mijający główny gmach poczty w Dublinie
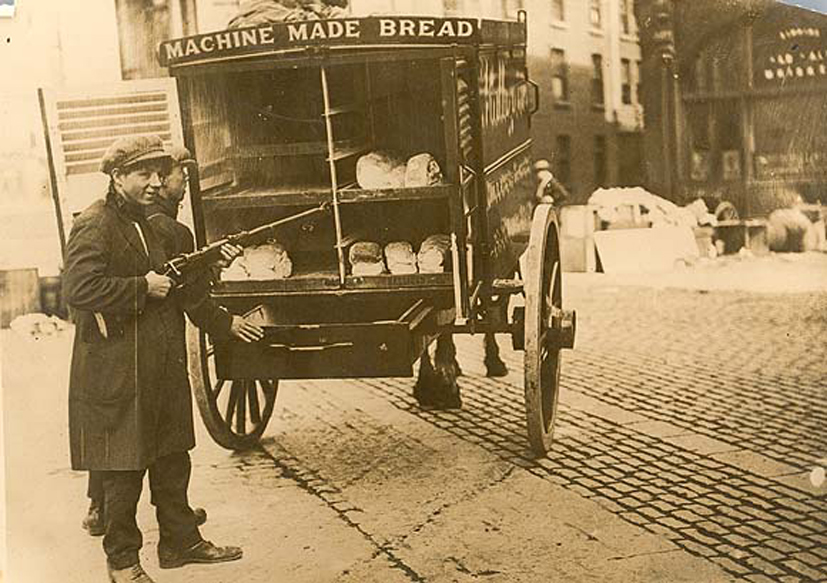
Dostawa chleba podczas wojny domowej
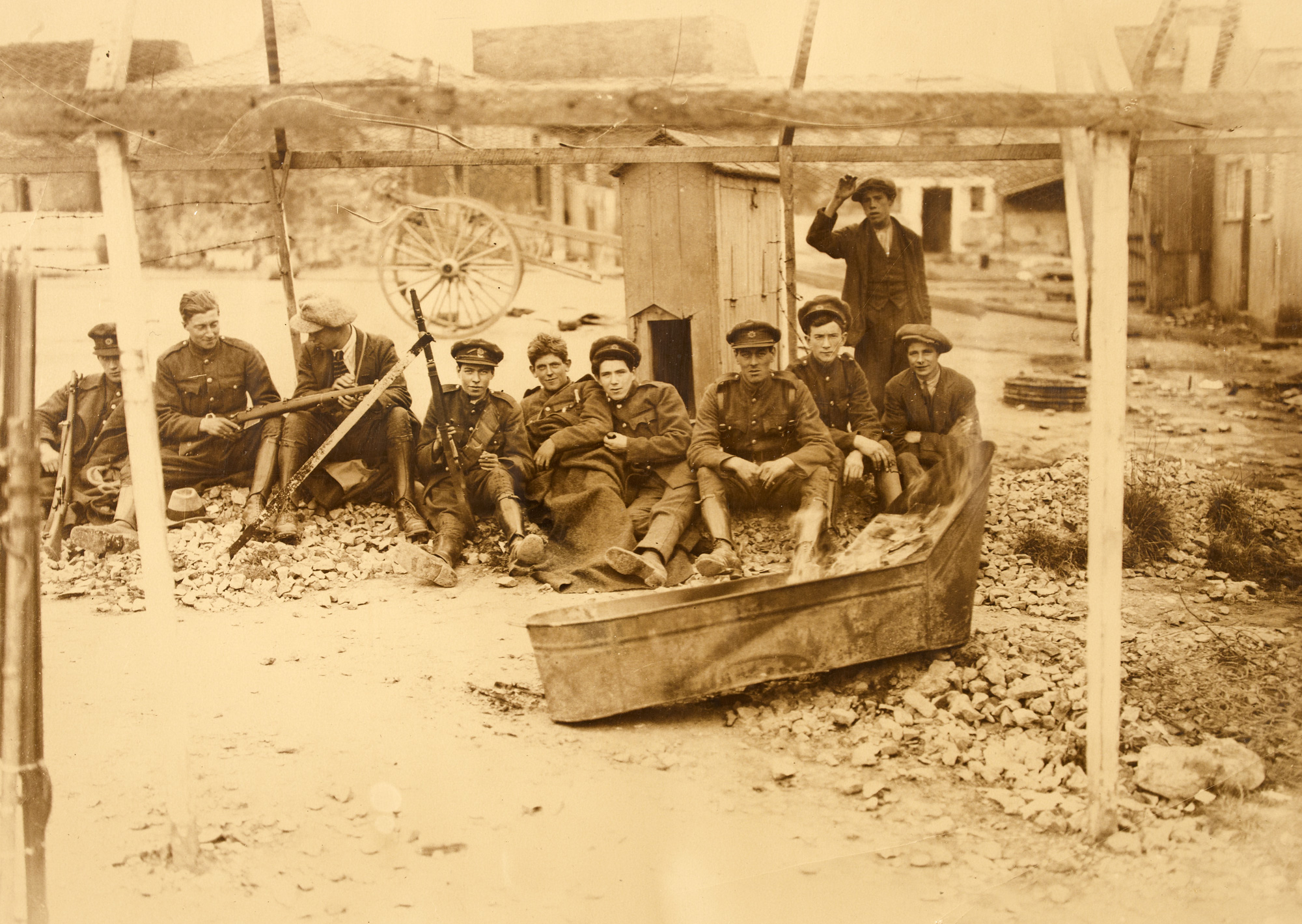
Żołnierze Armii Narodowej w Limerick
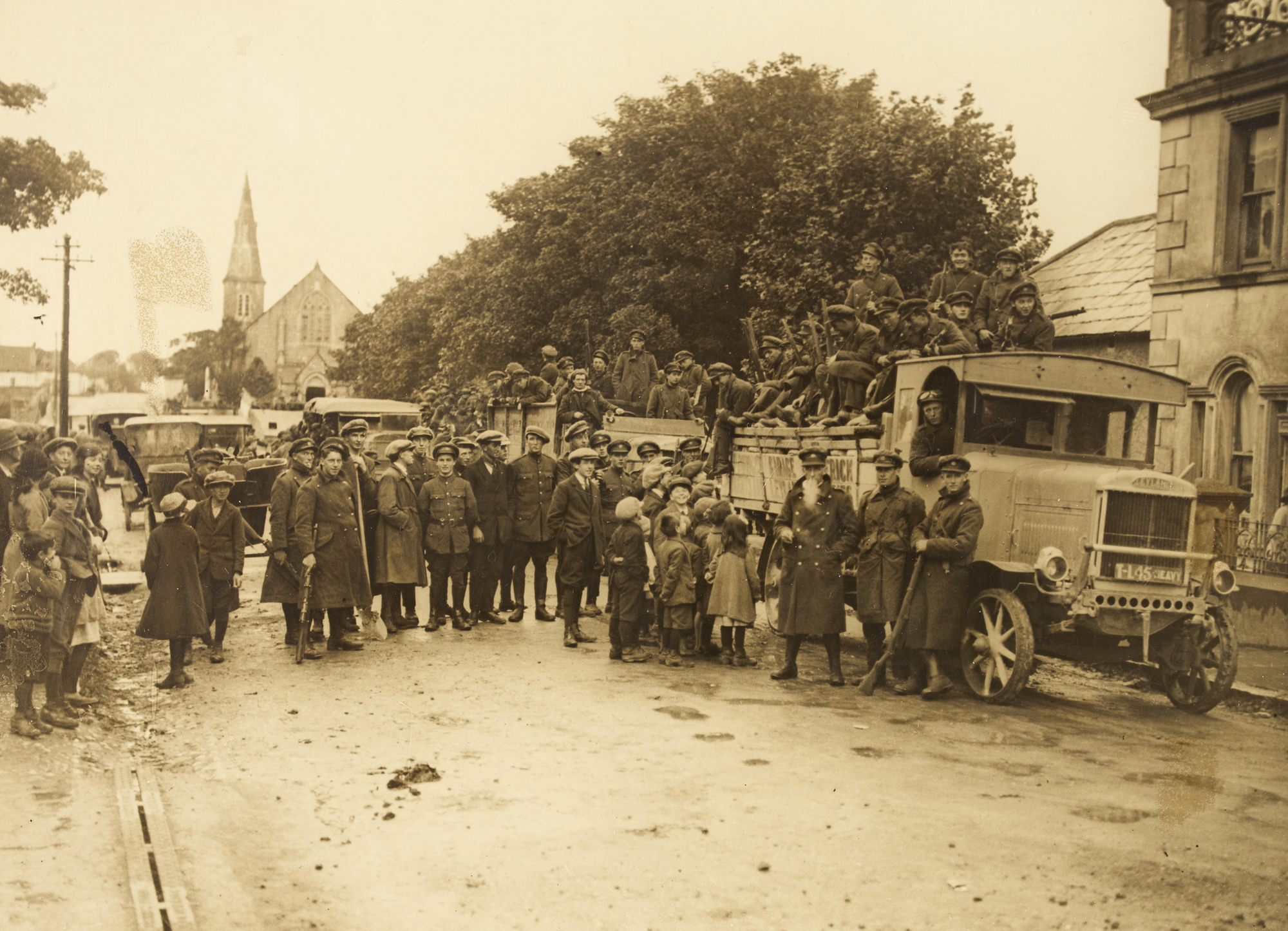
Dzieci rozmawiające z żołnierzami Armii Narodowej